# 紫雲膏
紫雲膏是明朝醫師陳實功所著作的醫書《外科正宗》裏的配方，是一種帶有深紫紅色的中醫外用藥膏。《外科正宗》：「乃外科收斂藥中之神藥。」，原方子稱「潤肌膏」，也稱為「生肌玉紅膏」。後流傳至日本，在江戶時代，由華岡青洲配製漢方軟膏，拿來治療外科、乳癰傷口，並調整命名為「紫雲膏」。主要有效成分包含紫草、當歸、麻油。

## 作法與功效
紫雲膏有多種配方，各家稍異，但是都離不開紫草、當歸、芝麻油。原理為，以芝麻油作為萃取劑，在適當溫度下將紫草、當歸中的脂溶性有效成分萃取出來，再以其他硬質食用油作為賦形劑。由於使用原料皆可食用，因此既使不慎少量吞下，亦不會有危險。
東京帝國大學朝比奈泰彥提出，紫草根萃取物中的乙酰紫草素（acetyl shikonin）的藥理作用，乃其萘醌核α位之羥基及酮基於生物體內氧化還原時，引起觸媒的作用，因而對於肉芽的發生有顯著的功效。1972年，近畿大学藥學部田中康雄等人，研究了軟紫草（新疆紫草，Lithospermum euchromum）的根部萃取物，確認了其中的紫草素（Shikonin）及其衍生物有抑制微生物的效果。

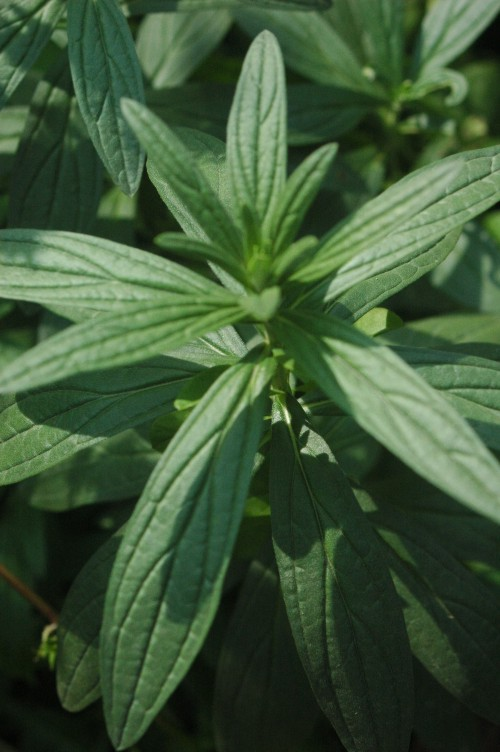
紫草
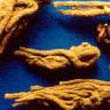
當歸
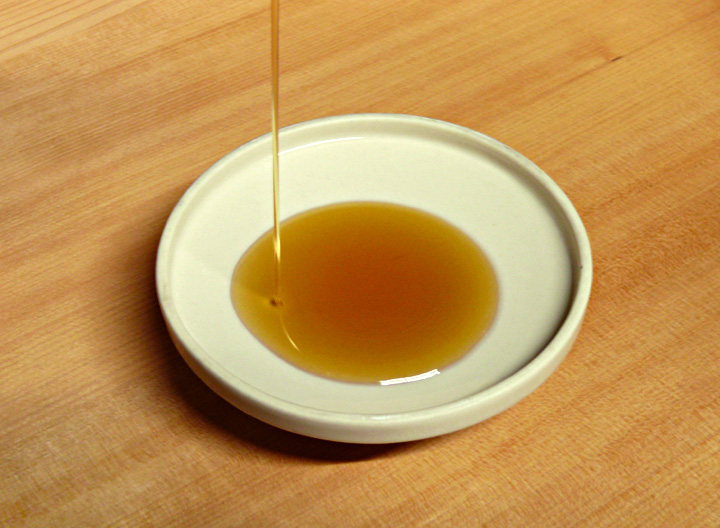
芝麻油
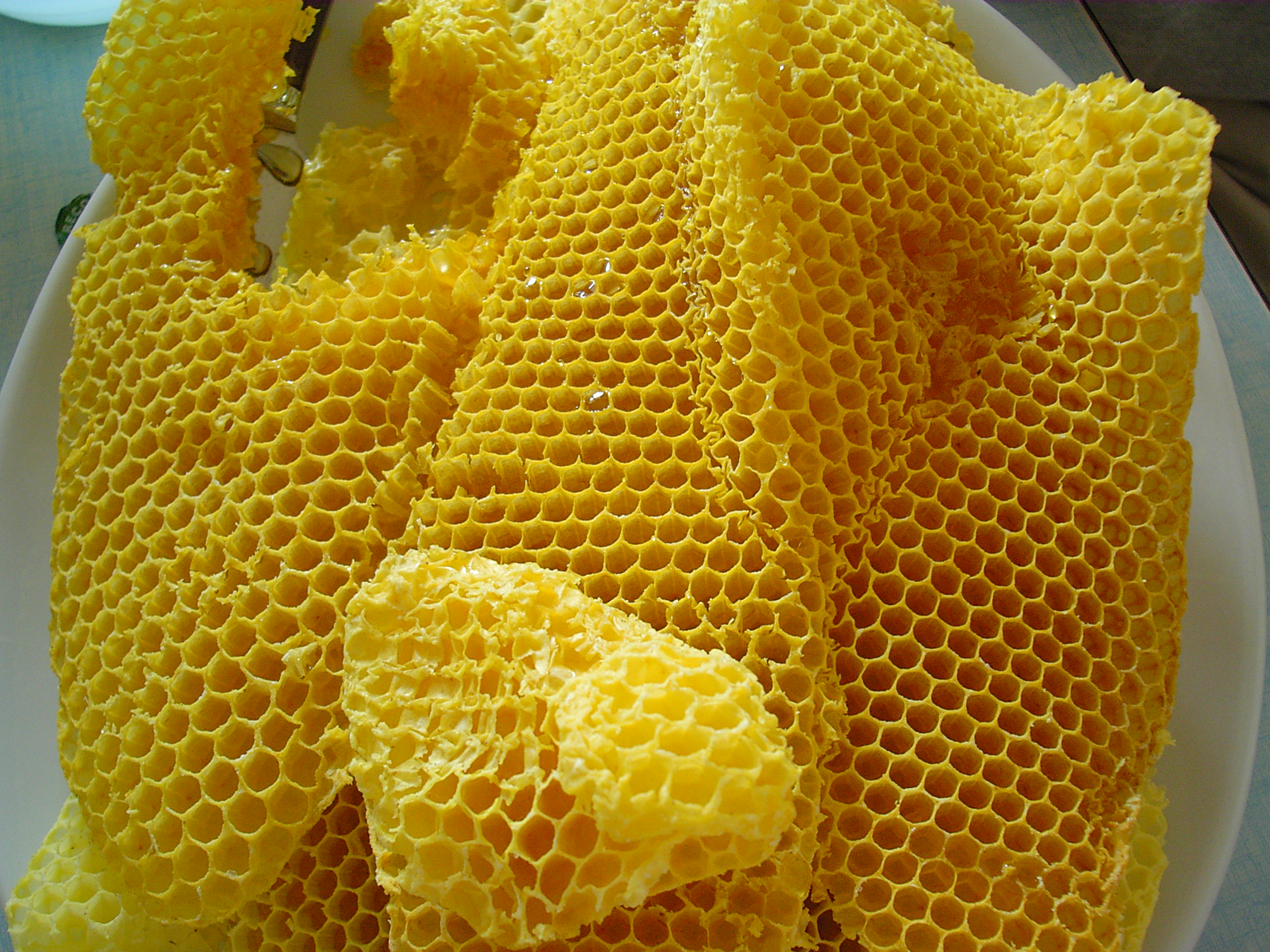
蜂蜡
紫草素

- 《外科正宗》裏的生肌玉紅膏配方：當歸60g、白芷15g、白蠟60g、輕粉12g、甘草36g、紫草6g、血竭12g、麻油600g。將當歸、白芷、紫草、甘草，入麻油內冷浸三日，慢火熬至枯色後過濾。將油再加熱後入血竭，完全溶解後再下白蠟，微熱攪拌至均勻。入小容器中稍微冷卻，將輕粉加入拌勻。完全冷卻後即得成品。[6]

- 《外科正宗》裏的潤肌膏配方：麻油四兩，當歸五錢，紫草一錢同熬，藥枯濾清，將油再熬，加黃蠟五錢化盡傾入碗內，頓冷。[7]

- 《日本國家藥典》裏的紫雲膏配方：當歸60g、紫草根120g、麻油1000g、蜂蠟340g、豬油20g。

- 順天堂裏的紫博士膏[8]配方：當歸60g、紫草根120g、蜜蠟300g、胡麻油520g。[9]

- 中國醫藥大學郭昭麟教授的紫雲膏配方：當歸9克、紫草9克、黑胡麻油100克、蜂蠟6～7克。將當歸及紫草冷浸於麻油3～7天，文火煮沸後熄火，過濾藥渣，再加熱後，加上蜂蠟冷卻即得成品。

- 亞東醫院劉亮吟醫師的紫雲膏配方：當歸7.5克、紫草7.5克、麻油100mL、黃蠟11.25克。[10]

- 亞東醫院劉亮吟醫師的紫黃膏配方：黃連、黃芩、黃柏、大黃、當歸、紫草各9克，置於麻油400mL內浸泡12小時以上。小火加熱煮沸至藥材焦黃，過濾後趁熱加入黃蠟45克攪拌均勻。[11]

紫雲膏對於皮膚外傷具有殺菌、抑菌的療效，促進傷口肉芽形成，又可以滋潤皮膚。可治療輕微火傷、凍傷、痔、外傷、濕疹、輕度細菌感染、輕度真菌感染。劉亮吟醫師在紫雲膏的基礎上，加入三黃苦寒藥，研發出紫黃膏，對於分泌物較多的傷口症狀有較好的臨床表現。此外，正因紫黃膏有清熱燥濕、瀉火解毒的功效，對於尿布疹的紅色斑點、紅色丘疹、水泡都有效，且除了消炎之外，還有助於水泡自行吸收。但正常的皮膚需要養護， 過多清熱燥濕解毒未必有益。

## 起源
- 《外科正宗》生肌玉紅膏，《御纂醫宗金鑒》生肌玉紅膏
- 《外科正宗》潤肌膏